# Moutaz Neffati
Moutaz Neffati, né le 4 septembre 2004 en Suède, est un footballeur suédois qui évolue au poste d'arrière droit à l'IFK Norrköping.

## Biographie

### En club
Né en Suède, Moutaz Neffati commence le football au BK Vången avant d'être formé par l'IFK Norrköping ; il commence toutefois sa carrière avec l'IF Sylvia, où il est prêté en 2023. Il joue son premier match en professionnel avec ce club, le 18 juin 2023, lors d'une rencontre de championnat face au Bodens IK (en). Il est titularisé et les deux équipes se neutralisent (2-2 score final).
Il fait ensuite son retour à l'IFK Norrköping, faisant à cette occasion sa première apparition dans l'Allsvenskan, la première division suédoise. Il joue son premier match dans cette compétition le 6 novembre 2023 face au Varbergs BoIS. Il entre en jeu et se fait remarquer en inscrivant également son premier but en professionnel, participant à la victoire des siens (4-3 score final). Il signe un nouveau contrat de trois ans le 17 novembre. Il est dans le même temps intégré définitivement à l'équipe première.

### En sélection
Moutaz Neffati peut représenter la Suède étant né et ayant grandit dans ce pays, mais aussi la Tunisie, étant né de parents tunisiens. Après avoir été pré convoqué avec l'équipe espoir de Suède, il est également approché par la fédération tunisienne en début d'année 2025.